# Nettie Adler
Henrietta „Nettie“ Adler (geboren 1. Dezember 1868 in London; gestorben 15. April 1950) war eine britische Politikerin (Liberal Party; Progressive Party) und Sozialarbeiterin.

## Leben
Henrietta Adler war die Tochter von Hermann Adler, der zeitweise Oberrabbiner von England war. Sie wurde an Privatschulen ausgebildet und arbeitete anschließend für den Londoner Schulrat als Verwalterin (school manager) von diesem unterstehenden Schulen im Londoner East End. In dieser Stellung bemühte sie sich insbesondere darum, die Bildungsmöglichkeiten von Mädchen in diesem Gebiet auszubauen. Von 1899 bis 1946 war Adler zudem ehrenamtliche Sekretärin des Ausschusses für erwerbstätige Kinder (Committee on Wage Earning Children). In dieser Stellung machte sie sich im ersten Jahrzehnt des 20. Jahrhunderts durch ihr Engagement gegen die Kinderarbeit einen Namen. So befürwortete sie in einer 1900 veröffentlichten Broschüre die Heraufsetzung des Mindestverweilalters von Jugendlichen in der Schule von 14 auf 15 Jahre.
1910 wurde Adler als Kandidatin der Progressive Party für den Wahlkreis Hackney Central in den Rat des Bezirks London (London County Council) gewählt. Sie war damit neben Susan Lawrence eine der ersten beiden Frauen, die Mitglied dieses Gremiums wurden. Bei den Wahlen vom März 1913, März 1919, März 1922 wurde ihr Mandat bestätigt, so dass sie dem Londoner Bezirksrat von 1910 bis 1925, fünfzehn Jahre am Stück, angehörte. Der Schwerpunkt ihrer Arbeit innerhalb des Bezirksrats lag in der Mitarbeit im Ausschuss für Erziehungsfragen (Educational Committee), dem sie bereits fünf Jahre vor ihrer Wahl in den Bezirksrat, seit 1905, als sie in diesen Ausschuss als kooptiertes Mitglied gewählt worden war, angehörte. Von 1922 bis 1925 amtierte Adler zudem als stellvertretende Vorsitzende des Bezirksrates (deputy chairman [sic!]).
Bei der Wahl 1925 verlor sie ihren Sitz, konnte ihn aber bei der Wahl 1928 – nun als Kandidatin der Liberal Party – zurückgewinnen. Bei der Wahl 1931 verlor Adler ihren Sitz endgültig und trat später nicht mehr zur Wahl an. Sie wurde allerdings hernach noch für eine Amtszeit von drei Jahren in den Ausschuss des London County Council für öffentliche Gesundheit (Public Health Committee) kooptiert. 1920 wurde sie als Friedensrichterin (JP) berufen und befasste sich mit Jugendkriminalität. Außerdem gehörte sie dem Rat des Anglo-Jüdischen Ausschusses (Anglo-Jewish Association) an.
1934 wurde sie zum CBE ernannt.

## Schriften
- Separate Courts of Justice for Children: Probation & Probation Officers. 1908.
- Child Employment and Juvenile Delinquency. Women in Industry, Gertrude Tuckwell, ed., London, 1908.
- Boy and Girl Education. 1909.
- London Women and the LCC. 1925.
- Jewish Life and Labour in East London. In: H. Llewellyn Smith (hrsg.): New Survey of London Life and Labour. 1934.